# Malo Ilino
Malo Ilino (makedonska: Мало Илино) är en ort i Nordmakedonien. Den ligger i kommunen Demir Hisar, i den sydvästra delen av landet, 80 kilometer söder om huvudstaden Skopje. Malo Ilino ligger 915 meter över havet och antalet invånare är 167.